# Sågsjön, Lappland
Sågsjön är en sjö i Arjeplogs kommun i Lappland och ingår i Skellefteälvens huvudavrinningsområde. Sjön har en area på 0,24 kvadratkilometer och ligger 487,1 meter över havet.

## Delavrinningsområde
Sågsjön ingår i det delavrinningsområde (735109-158703) som SMHI kallar för Mynnar i Sågströmmen. Medelhöjden är 590 meter över havet och ytan är 23,03 kvadratkilometer. Det finns inga avrinningsområden uppströms utan avrinningsområdet är högsta punkten. Vattendraget som avvattnar avrinningsområdet har biflödesordning 3, vilket innebär att vattnet flödar genom totalt 3 vattendrag innan det når havet efter 292 kilometer. Avrinningsområdet består mestadels av skog (72 procent), sankmarker (11 procent) och kalfjäll (12 procent). Avrinningsområdet har 0,44 kvadratkilometer vattenytor vilket ger det en sjöprocent på 1,9 procent.